# Vitaby landskommun
Vitaby landskommun var en tidigare kommun i dåvarande Kristianstads län.

## Administrativ historik
Kommunen bildades i Vitaby socken i Albo härad i Skåne när 1862 års kommunalförordningar trädde i kraft. 
I kommunen inrättades 16 september 1887 Vitemölla municipalsamhälle och 3 december 1886 Kiviks municipalsamhälle vilket även låg i Södra Mellby landskommun.
Vid kommunreformen 1952 uppgick kommunen med municipalsamhällena i Kiviks landskommun som 1974 uppgick i Simrishamns kommun.

## Politik

### Mandatfördelning i Vitaby landskommun 1938-1946
| 7 | 13 |

| 20 |

| 8 | 12 |

| 20 |

| 7 | 13 |

| 19 |